# 那須塩原市立豊浦小学校
那須塩原市立豊浦小学校（なすしおばらしりつ とようらしょうがっこう）は、栃木県那須塩原市豊浦にある公立小学校。

## 沿革

### 年表
- 1972年4月1日 - 黒磯小学校から分離し、黒磯市立豊浦小学校として創立。
- 2005年1月1日 - 市町村合併により那須塩原市立豊浦小学校と改称。

## 教育方針
- 教育目標
  - よく考え学び合う子
  - 豊かな心で助け合う子
  - じょうぶでがんばる子

## 通学区域
通学区域は以下の通りである。
那須塩原市
- 東栄1丁目から2丁目
- 安藤町
- 原町
- 下黒磯
- 黒磯7区

- 鍋掛豊浦
- 雇用促進住宅
- 東豊浦
- 下豊浦
- 青葉台

## 交通
- JR宇都宮線「黒磯駅」より徒歩18分（約1.3km）
- 那須塩原市営バス（ゆーバス）鍋掛線「エイトタウン前」バス停より徒歩4分（約270m）